# Kuźnica (Podlachië)
Kuźnica is een dorp in het Poolse woiwodschap Podlachië, in het district Sokólski. De plaats maakt deel uit van de gemeente Kuźnica en telt 1740 inwoners.